# Liste der Ortschaften im Bezirk Lilienfeld
Die Liste der Ortschaften im Bezirk Lilienfeld enthält die Gemeinden und ihre zugehörigen Ortschaften im niederösterreichischen Bezirk Lilienfeld (in Klammern stehen die Einwohnerzahlen zum Stand 1. Jänner 2024):
- Annaberg
  - Annarotte (196) (Hauptort)
  - Haupttürnitzrotte (62)
  - Langseitenrotte (144)
  - Lassingrotte (95)

- Eschenau (596)
  - Laimergraben (22)
  - Rotheau (471)
  - Sonnleitgraben (23)
  - Steubach (155)
  - Wehrabach (25)

- Hainfeld (2027)
  - Bernau (177)
  - Gegend Egg (85)
  - Gerichtsberg (60)
  - Gerstbach (46)
  - Gölsen (815)
  - Gstettl (146)
  - Heugraben (14)
  - Kasberg (52)
  - Kaufmannberg (16)
  - Landstal (24)
  - Ob der Kirche (287)
  - Vollberg (70)

- Hohenberg (801)
  - Andersbach (33)
  - Furthof (242)
  - Hofamt (225)
  - Innerfahrafeld (109)

- Kaumberg (657)
  - Höfnergraben (70)
  - Laabach (166)
  - Obertriesting (74)
  - Steinbachtal (29)
  - Untertriesting (77)

- Kleinzell (661)
  - Außerhalbach (89)
  - Ebenwald (28)
  - Innerhalbach (91)

- Lilienfeld (361)
  - Dörfl (477)
  - Hintereben (30)
  - Jungherrntal (41)
  - Marktl (576)
  - Schrambach (428)
  - Stangental (644)
  - Vordereben (2)
  - Zögersbach (46)

- Mitterbach am Erlaufsee
  - Josefsrotte (127)
  - Mitterbach-Seerotte (354) (Hauptort)

- Ramsau (599)
  - Fahrabach (19)
  - Gaupmannsgraben (52)
  - Haraseck (39)
  - Kieneck (0)
  - Oberhöhe (13)
  - Oberried (18)
  - Schneidbach (53)
  - Unterried (13)

- Rohrbach an der Gölsen (1180)
  - Bernreit (240)
  - Durlaß (34)
  - Prünst (65)

- St. Aegyd am Neuwalde (1253)
  - Kernhof (276)
  - Lahnsattel (60)
  - Mitterbach (171)
  - Ulreichsberg (19)

- St. Veit an der Gölsen (722)
  - Außer-Wiesenbach (251)
  - Inner-Wiesenbach (32)
  - Kerschenbach (183)
  - Kropfsdorf (150)
  - Maierhöfen (71)
  - Obergegend (120)
  - Pfenningbach (70)
  - Rainfeld (778)
  - Schwarzenbach an der Gölsen (411)
  - Steinwandleiten (499)
  - Traisenort (93)
  - Wiesenfeld (408)
  - Wobach (52)

- Traisen (3415)

- Türnitz (1412)
  - Freiland (80)
  - Lehenrotte (387)